# Atlatlahucan

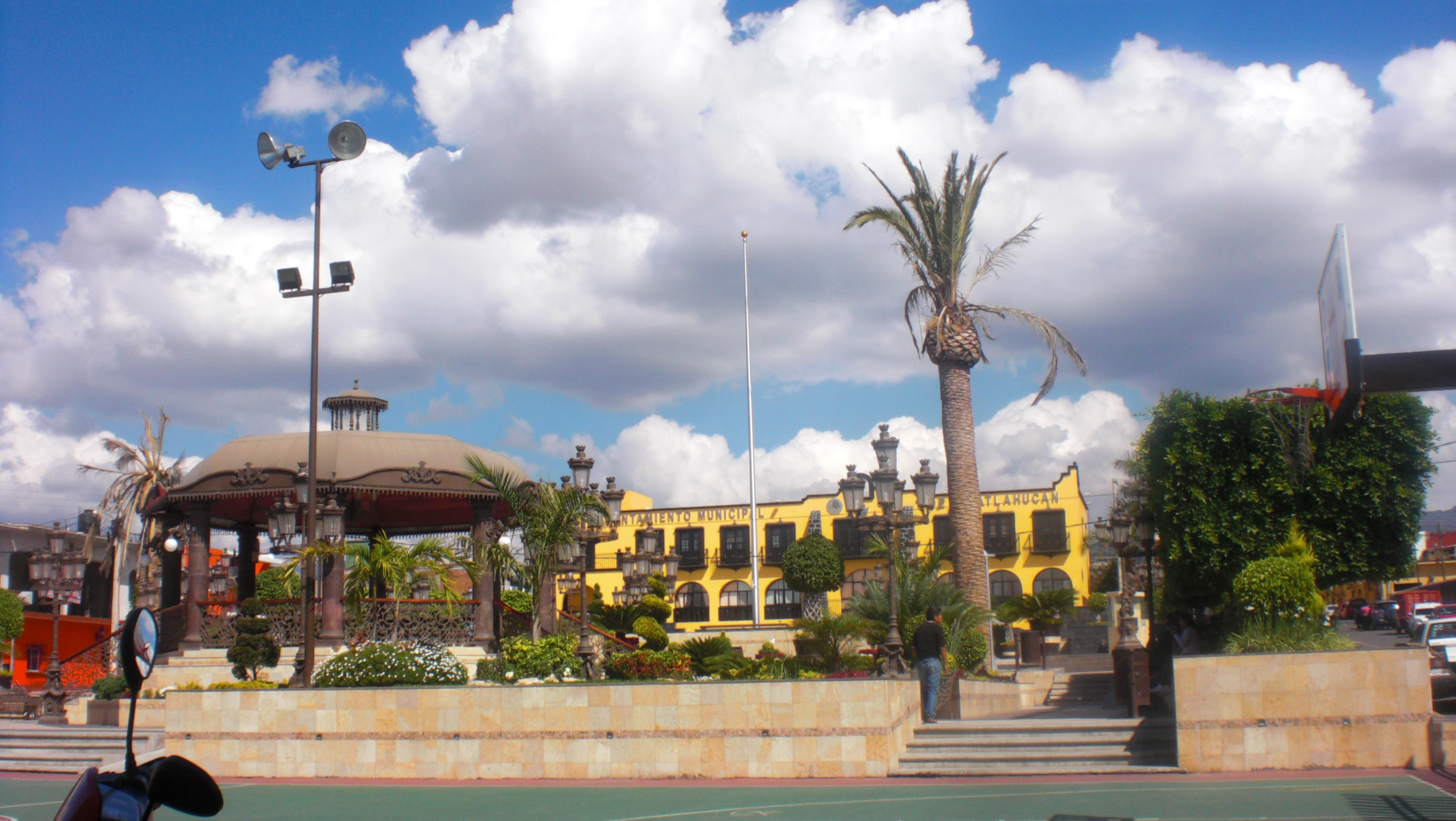
Plaza Amador Salazar

Atlatlahucan és un municipi de l'estat de Morelos. Atlatlahucan és el cap de municipi i principal centre de població d'aquesta municipalitat. Aquest municipi és a la part nord-occidental de l'estat d'Morelos. Limita al nord amb el municipi de Tlalpan en la Ciutat de Mèxic, al sud amb Cuernavaca, l'oest i a l'est amb l'estat de Mèxic.